# Bahnhof Elva

Der Bahnhof Elva ist der Bahnhof der estnischen Kleinstadt Elva (Kreis Tartu). Er liegt an der Bahnstrecke Tartu–Valga und verfügt über einen 100 m langen Bahnsteig. Alle Personenzüge zwischen Tartu und Valga halten auch in Elva. Es bestehen umsteigefreie Verbindungen in die Hauptstadt Tallinn.
Der Bau des Bahnhofs im Jahr 1889 legte den Grundstein für die Entstehung und weitere Entwicklung der Stadt Elva zu einem Ferienort.
Der denkmalgeschützte Bahnhofsgebäude wurde im klassizistischen Stil erbaut, der typisch für historisierende Bahnhofsgebäude des 19. Jahrhunderts ist.
Es beherbergt eine Dauerausstellung über die Geschichte von Elva und das Elav Elva Keskus (deutsch Zentrum Lebendiges Elva), das Besucher über die Sehenswürdigkeiten der Region informiert. In der ehemaligen Gepäckabfertigung befindet sich das Café „Woksal“.